# Wernsdorf (Strullendorf)

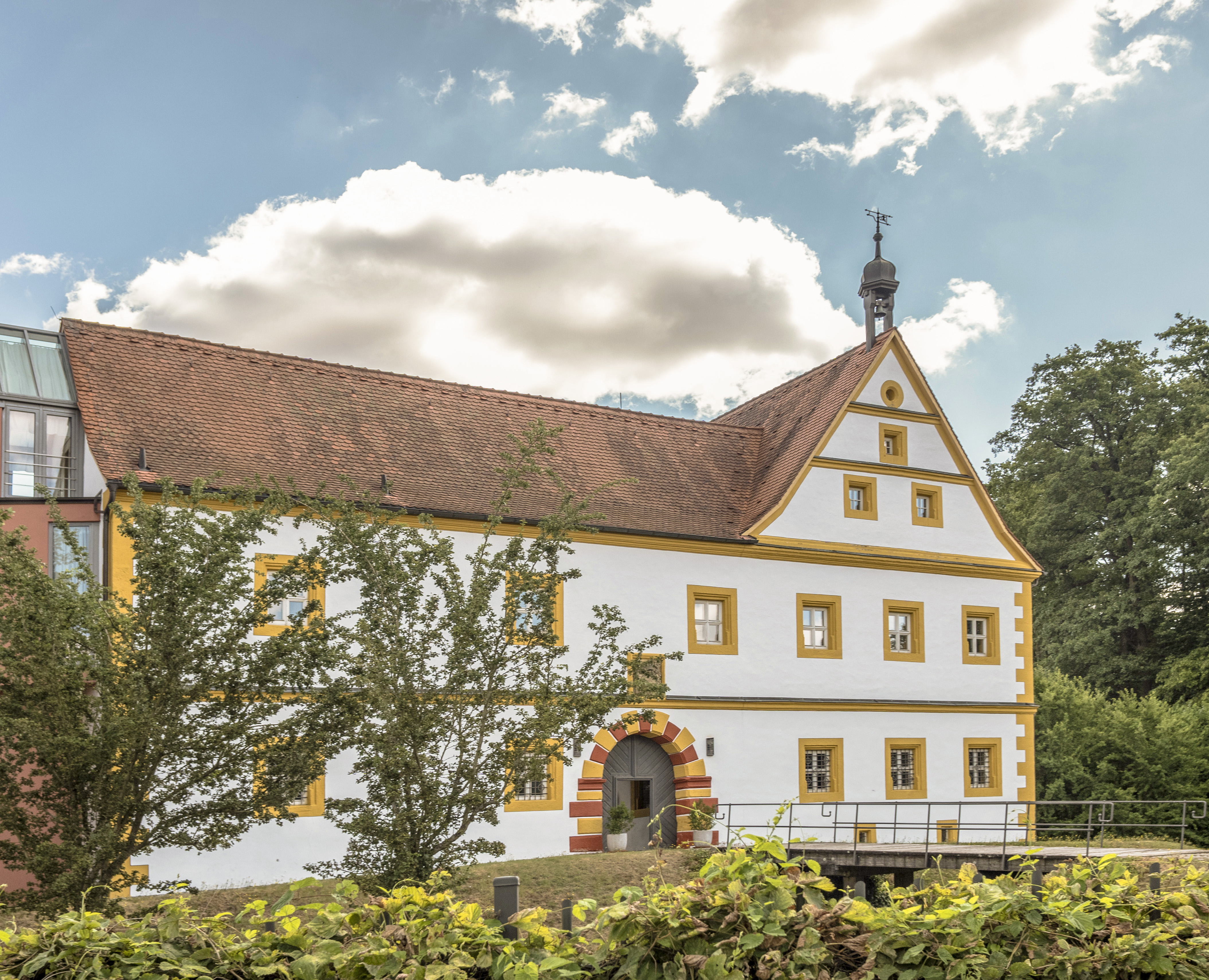
Ehemaliges Wasserschloss Wernsdorf

Wernsdorf ist ein Gemeindeteil der Gemeinde Strullendorf im oberfränkischen Landkreis Bamberg in Bayern.

## Einwohner
Das Dorf hat etwa 440 Einwohner.

## Geographie
Wernsdorf ist mit dem Nachbarort Amlingstadt zusammengebaut. Der Ort liegt auf einer Höhe von 281 m ü. NN. Wernsdorf liegt an den Staatsstraßen 2188 und 2210.

## Baudenkmäler
Im Ort befindet sich das Schloss Wernsdorf. In der Liste der Baudenkmäler in Wernsdorf sind insgesamt 16 Objekte eingetragen.

## Geschichte
Die Geschichte Wernsdorfs lässt sich mehrere Jahrhunderte zurückverfolgen. Im Rechtsbuch des Bischofs Friedrich von Hohenlohe aus dem Jahre 1348 wird ausdrücklich vom Dorf Wernsdorf mit fränkischer Burg, dem heutigen Schloss Wernsdorf, und dem Anwesen Klebhof, dem heutigen Gasthof Schiller, berichtet. Es gibt weitere Aufzeichnungen, aus denen hervorgeht, dass diese beiden Gebäude schon vorher existierten.
Das Schloss steht vermutlich auf den Resten einer Wehrburg, die Karl der Große um 790 n. Chr. errichten ließ. Die Burg war einer der Eckpunkte des Abendlandes und lag an einer Handelsstraße, die in die slawischen Länder führte. Erstmals urkundlich erwähnt wurde das heutige Schloss um 1114. Als Burgherr wurde damals der Bamberger Bischof angegeben.
Am 1. Januar 1972 wurde die Gemeinde Wernsdorf im Zuge der Gebietsreform in Bayern in die Gemeinde Strullendorf eingegliedert.

## Vereine
Es gibt folgende Vereine in Wernsdorf:
- Freiwillige Feuerwehr Wernsdorf
- Katholischer Frauenbund[5]
- Sportverein SV Wernsdorf
- Ortskultureller Verein Fröhlicher Landmann
- Krieger- und Soldatenverein Wernsdorf-Leesten